# 克洛莫
克洛莫（法語：Clomot，法語發音：[klɔmo]）是法国科多尔省的一个市镇，位于该省西南部，属于博讷区。

## 地理
克洛莫（47°11'27"N, 4°29'9"E）面积8.49 平方千米，位于法国勃艮第-弗朗什-孔泰大區科多尔省，该省份为法国中东部省份，北起奥布省，西接涅夫勒省和约讷省，南至索恩-卢瓦尔省，东南接汝拉省，东临上索恩省，东北部与上马恩省接壤。
与克洛莫接壤的市镇（或旧市镇、城区）包括：沙泰勒诺、茹埃、阿勒雷、阿尔孔塞、埃塞、勒费特、米默尔。
克洛莫的时区为UTC+01:00、UTC+02:00（夏令时）。

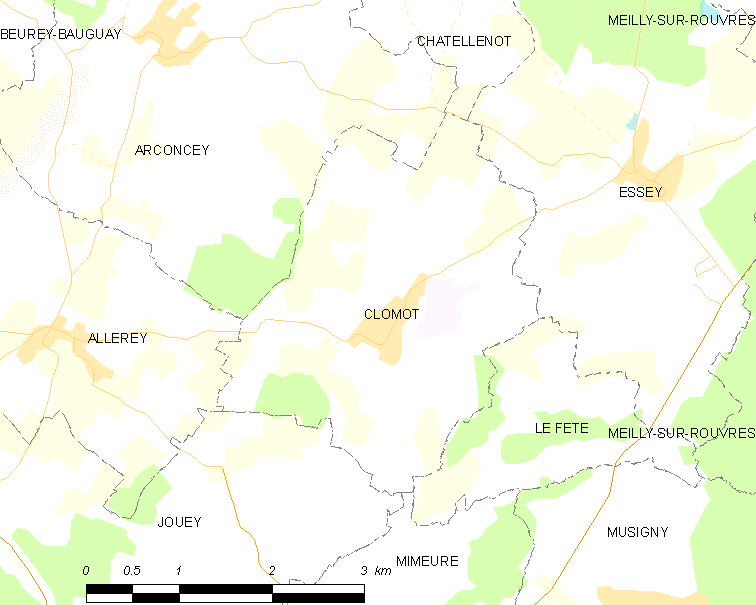
克洛莫的OSM定位图

## 行政
克洛莫的邮政编码为21230，INSEE市镇编码为21181。

## 政治
克洛莫所属的省级选区为阿尔奈勒迪克县。

## 交通
科多尔省省道D115线和D115L线在克洛莫交汇。

## 人口

1962-2008年间克洛莫人口变化图示

克洛莫于2022年1月1日时的人口数量为121人。